# Heinz Arzberger
Heinz-Dieter Arzberger (* 27. August 1972 in Wolfsberg) ist ein ehemaliger österreichischer Fußballspieler auf der Position eines Torwarts. Seit seinem Karriereende als Aktiver ist er als Torwarttrainer tätig.

## Karriere
Heinz Arzberger begann seine Karriere beim Sportverein in St. Michael im Lavanttal, einer Katastralgemeinde der Stadt Wolfsberg und wechselte später zum Wolfsberger AC. Mit den Kärntnern spielte er in der Saison 1990/91 bereits in der 2. Division, bekleidete damals aber nur  die Position des zweiten Tormanns und musste mit seiner Mannschaft die Liga nach einem Spieljahr wieder verlassen. Ob seiner guten Leistungen in der Regionalliga Mitte wurde er schließlich im  Sommer 1994 nach Graz geholt, wo er am 4. November 1995 unter Trainer Ivica Osim sein Debüt in der österreichischen Bundesliga gab (ab der 83. Min. für den mit Schienbeinbruch ausgefallenen Erst-Keeper Roland Goriupp). Arzberger vermochte sich aber nicht gegen den erwähnten Kontrahenten Roland Goriupp durchzusetzen und wurde 1997 in die zweite Division zu Gerasdorf verliehen. Noch im Herbst 1997 wechselte er gemeinsam mit Gerasdorf-Coach Kurt Garger zum Lokalrivalen VSE St. Pölten. In der niederösterreichischen Landeshauptstadt entwickelte er sich zum Einsertormann und machte mit seiner Leistung auch Vereine aus der Bundesliga auf sich aufmerksam. 
Am 1. Juli 1999 wechselte der 185 Zentimeter große Torhüter zum SV Austria Salzburg. Dort bekam er von Trainer Hans Krankl die Rolle des Ersatztormannes hinter Szabolcs Sáfár zugewiesen. Erst nach dem Abgang Sáfárs zu Spartak Moskau wuchs Heinz Arzberger allmählich zum Standardtormann bei Austria Salzburg heran und konnte unter dem nunmehrigen Teamchef Krankl am 25. Mai 2004 sein Debüt in der österreichischen Nationalmannschaft geben, als er bei einem torlosen Unentschieden gegen Russland in der 90. Minute eingewechselt wurde. Dies blieb sein einziger Einsatz im Nationalteam.
Mit der Übernahme der Salzburg Sport AG durch die Red Bull GmbH, der Installierung von Kurt Jara als neuem Trainer und der Verpflichtung von dessen Wunschspieler Alexander Manninger rückte Arzberger zu Beginn der Saison 2005/06 wieder ins zweite Glied hinter dem aus Italien heimgekehrten Salzburger zurück. Durch eine Verletzung Manningers im Herbst erhielt Arzberger erneut die Chance, sein Können unter Beweis zu stellen und avancierte für den Rest der gesamten Herbstsaison zum Standardtormann. Nach der Genesung Manningers wurde dieser von Jara wieder als Einsertormann bestimmt. In der Herbstsaison 2006 kam Arzberger unter Jaras Nachfolgern dann nur mehr alternierend mit Ramazan Özcan im Amateurteam des Klubs zum Einsatz. In der Saison 2008/09 absolvierte er im Frühjahr 13 Meisterschaftspartien, nachdem zuerst Timo Ochs und danach Eddie Gustafsson verletzt ausfielen. Zu Beginn der Saison 2009/10 war er der Ersatztorhüter für Eddie Gustafsson. Am 18. April 2010 ersetzte er im Spiel gegen den LASK Linz ab der Pause den schwerverletzten Gustafsson (Schien- und Wadenbeinbruch). Bis zum Ende der Meisterschaft hütete er das Tor des FC Red Bull Salzburg und gewann mit der Mannschaft den Meistertitel. Nach dieser Saison beendete Heinz seine Profi-Torhüter-Karriere. Ab der Saison 2010/11 saß er als Ersatztormann der zweiten Mannschaft der Salzburger in der Regionalliga West auf der Bank. 
Rund um das Ende seiner aktiven Karriere wurde er Torwarttrainer bei den Red Bull Juniors und beim nachfolgenden FC Liefering. In der Saison 2014/15 ersetzte er in der ersten Mannschaft zeitweise den verletzten Tormanntrainer Herbert Ilsanker beim FC Red Bull Salzburg und trainierte die Torhüter der ersten Mannschaft auch in der Spielzeit 2015/16, ehe er wieder zum FC Lieferung zurückkehrte. Seitdem ist er dort noch immer als Torwarttrainer tätig (Stand: Juni 2025).

## Erfolge
- 3 × Österreichischer Meister: 2007, 2009, 2010
- 2 × Österreichischer Vizemeister: 2006, 2008